# Тростниковая сутора
Тростнико́вая суто́ра (лат. Paradoxornis heudei) — вид певчих птиц из семейства суторовых.

## Описание вида
Длина тела тростниковой суторы 15-17 см, оперение тела, хвоста и крыльев — рыже-каштаново-розовых оттенков, головы — серого цвета; клюв жёлтый.

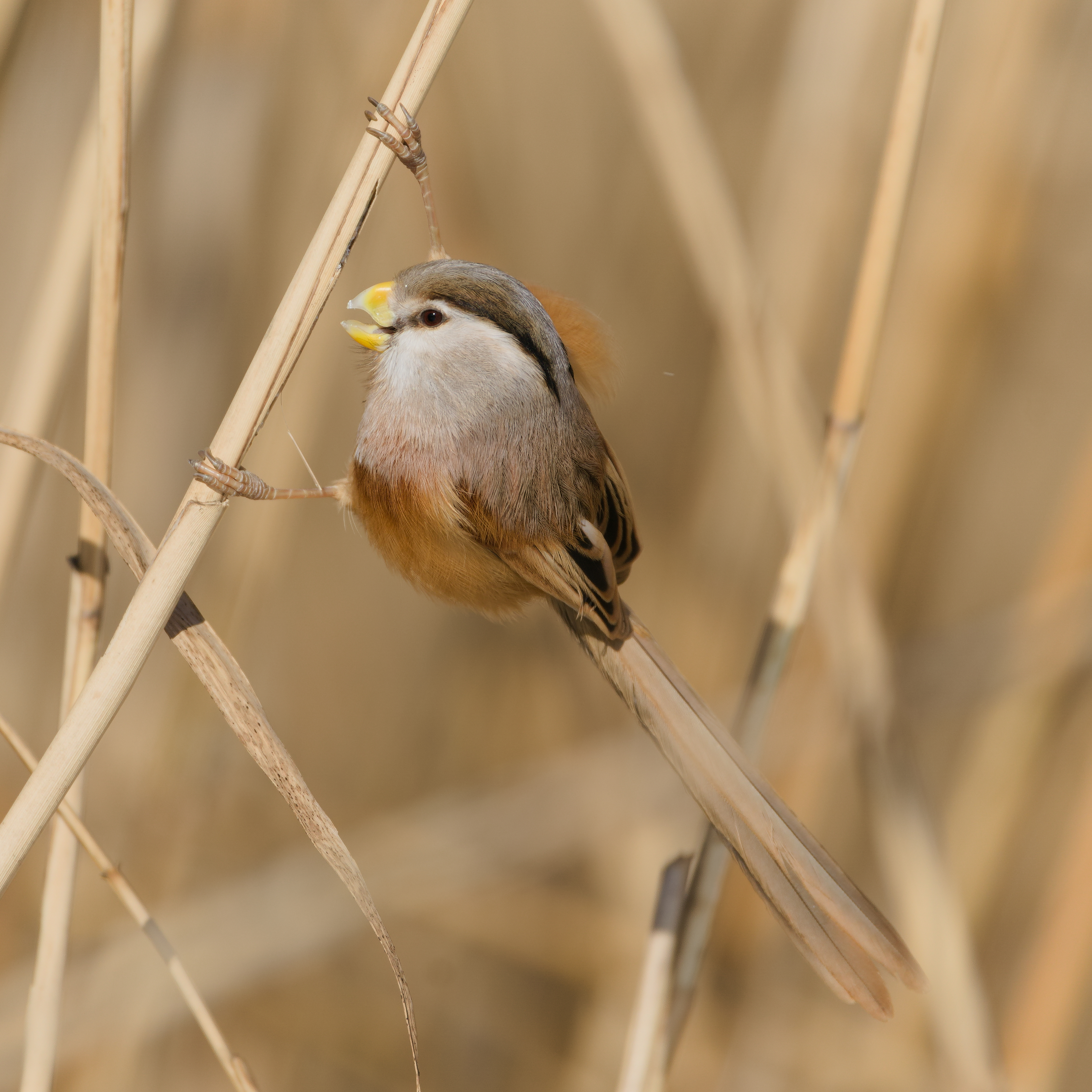

## Ареал
Ареал — тростниковые заросли водоёмов от востока Монголии на западе до озера Ханка и Приханкайской низменности в Приморском крае на востоке. Южнее встречается в долине реки Янцзы. В основном ведёт оседлый образ жизни. Проживает небольшими стаями от 5 до 30 особей.
Интересно, что в Приморском крае и Монголии этих птиц обнаружили лишь в 1970-е годы XX века — через сто лет после описания их Арманом Давидом. Тростниковых сутор северного ареала выделяют как отдельный подвид Paradoxornis heudei polivanovi или вообще как отдельный вид Paradoxornis polivanovi (Stepanyan, 1974).
Питается в основном личинками пилильщиков, добывая их из стеблей тростника.
В кладке до шести беловатых яиц, которые насиживаются 12-13 дней. Птенцы покидают гнездо в возрасте 10-12 суток.

## Охранный статус
Охранный статус — вид, близкий к уязвимому положению. В Маньчжурии вид распространён, в Монголии редок. Занесён в Красную книгу России. Основную опасность для птиц представляет осушение водоёмов, влекущее за собой гибель тростника. Кроме того, гнёзда страдают от пожаров и сильных ветров.